# Macrojoppa trifasciata
Macrojoppa trifasciata är en stekelart som beskrevs av Joseph Kriechbaumer 1898. Macrojoppa trifasciata ingår i släktet Macrojoppa och familjen brokparasitsteklar. Inga underarter finns listade i Catalogue of Life.